# Packard
Packard Motor Car Co var en amerikansk bilproducent, der byggede biler i Detroit i Michigan mellem 1903 og 1958.

## Historik

### 1899-1918
Brødrene J.W. og W.D. Packard grundlagde Ohio Automobile Company i Warren i Ohio i 1899. Deres første biler var typiske amerikansk motorbuggys med en-cylindret motor midt i bilen, kædetræk og store trådhjul. Tom Fetch krydsede USA fra San Francisco til New York på 61 dage med en af disse biler i 1903. Samme år flyttede Packard virksomheden til Detroit og omdøbte virksomheden til Packard Motor Car Co, samtidigt med at man begyndte at producere fircylindrede biler med motoren placeret foran. Disse biler fik hurtigt et positivt ry, men det var først med introduktionen af den sekscylindrede Model 48 1912, at Packard blev en af den amerikanske bilindustris tre store P'er (de øvrige var var Peerless og Pierce-Arrow). Da Cadillac indførte sin V8-motor i 1915, svarede Packard igen med Twin Six-modellen året efter med verdens første serieproducerede V12-motor. Modellen blev fremstillet frem til 1923.

### 1919-1945
I lavkonjunkturen som fulgte efter 1. verdenskrig kompletterede Packard modelprogrammet med en mindre og billigere sekscylindret bil i 1920. I 1924 afløstes Twin Six-modellen af Packards første række-8'er. I slutningen af 1920'erne blomstrede økonomien og efter 1928 fremstillede Packard kun otte-cylindrede biler, samtidigt med, at de arbejdede på en ny V-12'er. Da den nye Packard Twelve blev præsenteredes i 1932, så økonomien helt anderledes ud, men Packard klarede perioden under depressionen udmærket ved at sænke priserne på sine mindste biler.
År 1935 præsenteredes en billigere ottecylindret model, kaldet 120, med hydrauliske bremser. I 1937 tilkom den mindre sekscylindrede 110; i det år solgte Packard over 122.000 biler. Udover de mindre modeller fremstillede Packard prestigemodellerne ”Senior Packards”. Ved slutningen af 1930'erne var den teknologiske udvikling kommet så langt, at der ikke længere var behov for V-12'erne og produktionen ophørte i 1939.
Under 2. verdenskrig byggede Packard Rolls-Royce Merlin flymotorer på licens for amerikanske militærfly.

### 1946-1958
Packard havde indført et nyt karrosseri for sine mindre modeller i 1941. Da produktionen begyndte igen efter krigen, blev alle modeller baseret på dette Clipper-karrosseri, ligesom produktionen af "Senior Packards" ophørte. Packard fortsatte at satse på mellemklassemodellerne og luksusmodellerne blev herefter udgaver med længere akselafstand og bedre indretning af kabinen. I 1948 gennemførtes en opdatering af Clipper-karrosseriet. Grundstrukturen i modellerne blev beholdt, men yderpanelerne blev re-designet, så bilerne så mere moderne ud.
I 1951 kom Packards første "rigtige" efterkrigsmodel. Den sekscylindrede motor var væk, men V8'erne var de samme sideventilmotorer, som var blevet benyttet siden 1924. Packard indså, at virksomheden ikke alene kunne overleve kampen med de tre store, GM, Ford og Chrysler, og så sig derfor om efter en partner. I 1954 opkøbte Packard Studebaker, som var i tilsvarende problemer. Fusionen var dog ikke en succes.
I 1955 ændrede Packard sine grundlæggende design, og med nye yderpaneler så bilerne helt moderne ud. Samtidigt indførtes en ny generation V8-motorer med topventiler. Salget steg, men allerede året efter svigtede salget igen. Packards ledelse besluttede at stoppe produktionen i Detroit og 1957-modellerne blev i fremstillet på Studebakers fabrik i South Bend, Indiana baseret på Studebaker-karrosserier.
Man forsøgte at finde nye investorer til at finansiere udviklingen af en ny Packard, men dette mislykkedes, hvorfor mærket blev nedlagt i 1958.

## Galleri
- Packard Twin Six 1916
- Packard Six 1927
- Packard Eight 1934
- Packard DeLuxe Eight 1949
- Packard Caribbean 1955
- 1955 Packard Caribbean Convertible i Ystad 2018